# Wissenschaftspreis: Forschung zwischen Grundlagen und Anwendungen
Der Wissenschaftspreis: Forschung zwischen Grundlagen und Anwendungen des Stifterverbandes für die Deutsche Wissenschaft war ein alle zwei Jahre vergebener Wissenschaftspreis für Projekte, die „grundlagen- und anwendungsorientierte Forschung auf besondere Weise verbinden“. Er war mit 50.000 Euro dotiert.

## Preisträger
- 1998 Gregor Morfill (Max-Planck-Institut für extraterrestrische Physik, Garching)
- 1999 Peter Gruss, Herbert Jäckle (Max-Planck-Institut für biophysikalische Chemie, Göttingen)
- 2000 Joseph Straus (Max-Planck-Institut für ausländisches und internationales Patent-, Urheber- und Wettbewerbsrecht, München)
- 2001 Ferdi Schüth (Max-Planck-Institut für Kohlenforschung, Mülheim/Ruhr)
- 2002 Klaus Müllen (Max-Planck-Institut für Polymerforschung, Mainz)
- 2004 Martin Jansen (Max-Planck-Institut für Festkörperforschung, Stuttgart)
- 2005 Eduard Arzt, Huajian Gao und Stanislav Gorb (Max-Planck-Institut für Metallforschung, Stuttgart), Ralph Spolenak (ETH Zürich)
- 2007 Fritz W. Scharpf (Max-Planck-Institut für Gesellschaftsforschung, Köln)
- 2009 Ernst Bamberg (Max-Planck-Institut für Biophysik, Frankfurt am Main)
- 2011 Dieter Oesterhelt (Max-Planck-Institut für Biochemie, Martinsried)
- 2013 Jens Frahm (Biomedizinische NMR Forschungs GmbH am Max-Planck-Institut für biophysikalische Chemie)
- 2015 Lothar Willmitzer (Max-Planck-Institut für molekulare Pflanzenphysiologie, Golm), Metabolomik, Pflanzenphysiologie und -genetik
- 2017 Peter Seeberger (Max-Planck-Institut für Kolloid- und Grenzflächenforschung), automatisierte Synthese von Zuckern mit Anwendung zum Beispiel auf Impfstoffe
- 2019 Wolfgang Baumeister (Max-Planck-Institut für Biochemie), Kryo-Elektronentomographie